# 風色幻想XX 交錯的軌跡
《風色幻想XX～交錯的軌跡～》是由弘煜科技开发的戰略角色扮演遊戲，為風色幻想系列的赤藍系列完結篇的首部曲。於2008年6月24日在台湾發售，中国大陆则由寰宇之星代理，於2009年7月10日发行。
樹羅大地，一個冒險旅人們口耳相傳的傳說之地，有人稱她為「夢幻之地」、或稱她為「最後的淨土」，也有人稱她為「東方桃花源」，當然就因為至今一直都未有人能道出其所在，因此這片大地迥異於外界的始源之地，仍然優雅的保持著她神秘姿態，佇立著....

## 人物介紹

### 主要人物

#### 彌賽亞冒險公會團
依莎貝菈．艾薇．克莉斯汀
米歐
燧火
亞歲

#### 勢劍御史團
薇薇安奈．克菈莉絲．聆燁
青江菜
琉特．利德雷翁．暮夏

#### 樹羅王朝
星回
海因里希．浮士德．修葛奈達
彌覺
紅染

#### 迪鬼團
迪諾．利茲雷格

原本為樹羅大地以外的人，在以前曾救過伊莎貝拉，後來為了不知名的原因去了樹羅，

之後便和鬼罹組成了樹羅大地上"唯一"的冒險旅團，為人豪邁。

鬼罹

原本應該是華歲，也就是樹羅皇朝的前任法相，後來因為不知名的原因殺害了聆燁的父親(當代樹羅皇)，

接下來就改名並且和迪諾組成迪鬼團。

#### 天譴之月
時雨
陽月領的領主，同時也是日冕要塞的城主，天譴之月的首領，跟聆燁有親戚關係。
賽妮雅
賽妮雅‧蔓珠紗華，凡走過必留下死傷煉獄的地獄彼岸花，鬥槍術的發明者，傳說中最強的雙鬥格鬥專家，13和費特在命運部隊的老師。
裘聶茲
瑪奇朵
攜帶有迴旋刃器的戰鬥修女，體術能力也相當優秀，實力頗為堅強。
焦糖
有著異型外貌的少女，有著龐大力量的非人者，全力之一擊時能發揮出超乎想像的龐大破壞力。

### 其他角色
黑百合
莎莉葉
月之魔女二人組中的妹妹，比起使用魔法，更喜歡直接用武力進攻。
布琪
月之魔女二人組中的姐姐，手上無時無刻不抱著南瓜，擅長使用月之樹海的幻術魔法。
凱蒂
塔莉塔莉
魔恩‧貝莉斯
貝莉卡
菊音
是只吃食了堕渊者的尸体，加上又经过长久的修行，而获得幻化成人型能力的千年狐仙，有着高深的魔力。
亞巴頓
墮淵者第三魔皇，自身的能力被分開由焦糖與瑪奇朵各擁有一部分，因此應該說焦糖與瑪奇朵兩人合起來才是一個亞巴頓。從大半的力量都在焦糖身上這點，可推斷焦糖才是亞巴頓的本體。
羅喉
序章內的劍齒虎獸人，原本來到飛船想要抓走亞歲，但後來跟琉特被魔法陣一起帶離開了。

## 人物必殺技
| 角色 | 迅擊 | 迅擊 | 迅擊 | 連擊 | 重擊 | 奧義 |
| ---- | ---- | ---- | ---- | ---- | ---- | ---- |

## 更新

### 資料片
- 2008年7月9日：推出風色幻想XXV1.10更新檔。
- 2008年7月24日：推出風色幻想XX資料片連（攻略本售）-追加20關高難度隱藏關卡。

### 攻略本
- 2008年7月24日：推出風色幻想XX攻略本（連資料片售）-主線、支線和資料片三大關卡攻略指引完整分析。

## 外部連結
- 風色幻想XX～交錯的軌跡～官網 （页面存档备份，存于）
- 弘煜科技事業股份有限公司 （页面存档备份，存于）
- 寰宇之星软件有限公司